# رابرت والدن
رابرت والدن (انگلیسی: Robert Walden؛ زادهٔ ۲۵ سپتامبر ۱۹۴۳) یک هنرپیشه اهل ایالات متحده آمریکا است.
از فیلم‌ها یا برنامه‌های تلویزیونی که وی در آن نقش داشته است می‌توان به همه مردان رئیس جمهور، کاپریکورن یک، مادر خونین، لو گرانت و آدری رز اشاره کرد.